# Я, Клавдий (книга)
«Я, Кла́вдий» (англ. I, Claudius) — историко-биографический роман английского писателя Роберта Грейвса (англ. Robert Graves), написанный от лица императора Клавдия. По сути, это жизнеописание Цезарей Октавиана Августа, Тиберия и Гая Калигулы глазами будущего императора, пронизанное интригами, заговорами, переворотами, развитием упадка Римского республиканского строя и всё более укореняющихся деспотии, тирании, попрания прав и свобод граждан Римской империи. Книга заканчивается убийством императора Калигулы и провозглашением Клавдия императором. Дальнейшая «автобиография» до смерти «автора» в 54 году описана в продолжении книги «Божественный Клавдий» (1935, англ. Claudius the God). «Я, Клавдий» входит в список 100 лучших англоязычных романов за последние 100 лет по версии журнала «Time».

## Сюжет
Повествование книги можно разбить на три этапа:

#### Правление Октавиана Августа
И к власти придёт лохматый второй,
Лохматому первому сын не сын.
Лохматый сей впрямь будет лохмат.
Он сделает мраморным глиняный Рим,
Но цепью невидимой свяжет его.
Погубит его жена не жена,
И рад будет гибели сын не сын.Грейвс, Роберт, "Я, Клавдий", пер. Г. Островской (1990)
Маленький Клавдий, изуродованный болезнями, нелюбимый сын, получает предсказание сивиллы о том что ему предназначено стать одним из величайших людей Римской империи. С раннего возраста полюбивший историю, он знакомится с мужем своей бабки Ливии императором Августом и поражает того своими знаниями греческого языка и истории, а также своим остроумием, получив, тем самым, право посещать дворец и императора. В атмосфере правления Августа проходит юношество Клавдия. Он пробует свои силы в написании исторических трудов. Одно из его исследований использует его брат Германик в военных действиях. Клавдий женится на внучке подруги своей бабки Ливии Ургуланилле, от которой у него рождается сын Клавдий Друз, вскоре умерший.

#### Правление Тиберия
Лохматый третий к власти придёт,
Второму лохматому сын не сын.
И грязью покрыт, и кровью облит,
Лохматый сей, впрочем, будет лыс.
Победы и беды увидит с ним Рим.
А гибели рад будет сын не сын,
С подушкой вместо меча.Грейвс, Роберт, "Я, Клавдий", пер. Г. Островской (1990)
Клавдий пытается расследовать внезапную смерть своего брата Германика, проводя аналогию с убийством своего отца Друза Старшего. Он разводится с Ургуланиллой, женится на Элии Петине по настоянию своего дяди Тиберия. От этого брака у Клавдия рождается дочь Клавдия Антония.

#### Правление Калигулы
Четвертый лохматый к власти придёт,
Лохматому третьему сын не сын.
Лохматый сей, впрочем, будет лыс.
Кощунства и яды увидит с ним Рим,
Погибнет же он от удара коня,
Что в детстве его носил.Грейвс, Роберт, "Я, Клавдий", пер. Г. Островской (1990)
Стареющий Клавдий влачит жалкое существование при дворе своего племянника Калигулы, предпочитая смерти роль шута. По протекции императора женится на Мессалине, от которой у него родились дочь Клавдия Октавия и сын Британник. После убийства Калигулы заговорщики обнаруживают спрятавшегося Клавдия и провозглашают его императором.
Лохматый пятый к власти придёт,
Он к власти придёт, не желая её.
Его недоумком считают вокруг.
Лохматый сей впрямь будет лохмат.
Он воду даст Риму и хлеб зимой,
Погубит его жена не жена,
И рад будет гибели сын не сын.Грейвс, Роберт, "Я, Клавдий", пер. Г. Островской (1990)

## Критика
Литературные приёмы Грейвса, использовавшего при описании римских реалий различные анахронизмы, вроде ассагаев в руках германских воинов, критиковал Ян Парандовский:

Вернулась мода на анахронизмы. Ещё совсем недавно жалели Шекспира за то, что он говорил о башенных часах и очках в эпоху Цезаря. А вот теперь его соотечественник, Грейвз, в роман об императоре Клавдии вводит такую современную терминологию, что на каждом шагу разрушает у нас остатки иллюзии своей искусственной античности.— Парандовский Я. Алхимия слова / Алхимия слова. Петрарка. Король жизни. — М.: Правда, 1990, с. 238

## Экранизации
- 1937 — Я, Клавдий — режиссёр Джозеф фон Штернберг. В роли Клавдия — Чарльз Лоутон. Фильм не был завершён.
- 1976 — Я, Клавдий — сериал Би-би-си, обладатель трёх премий BAFTA (1977) и премии Эмми (1978). В роли Клавдия — Дерек Джейкоби.